# ウェストバレーシティ市長

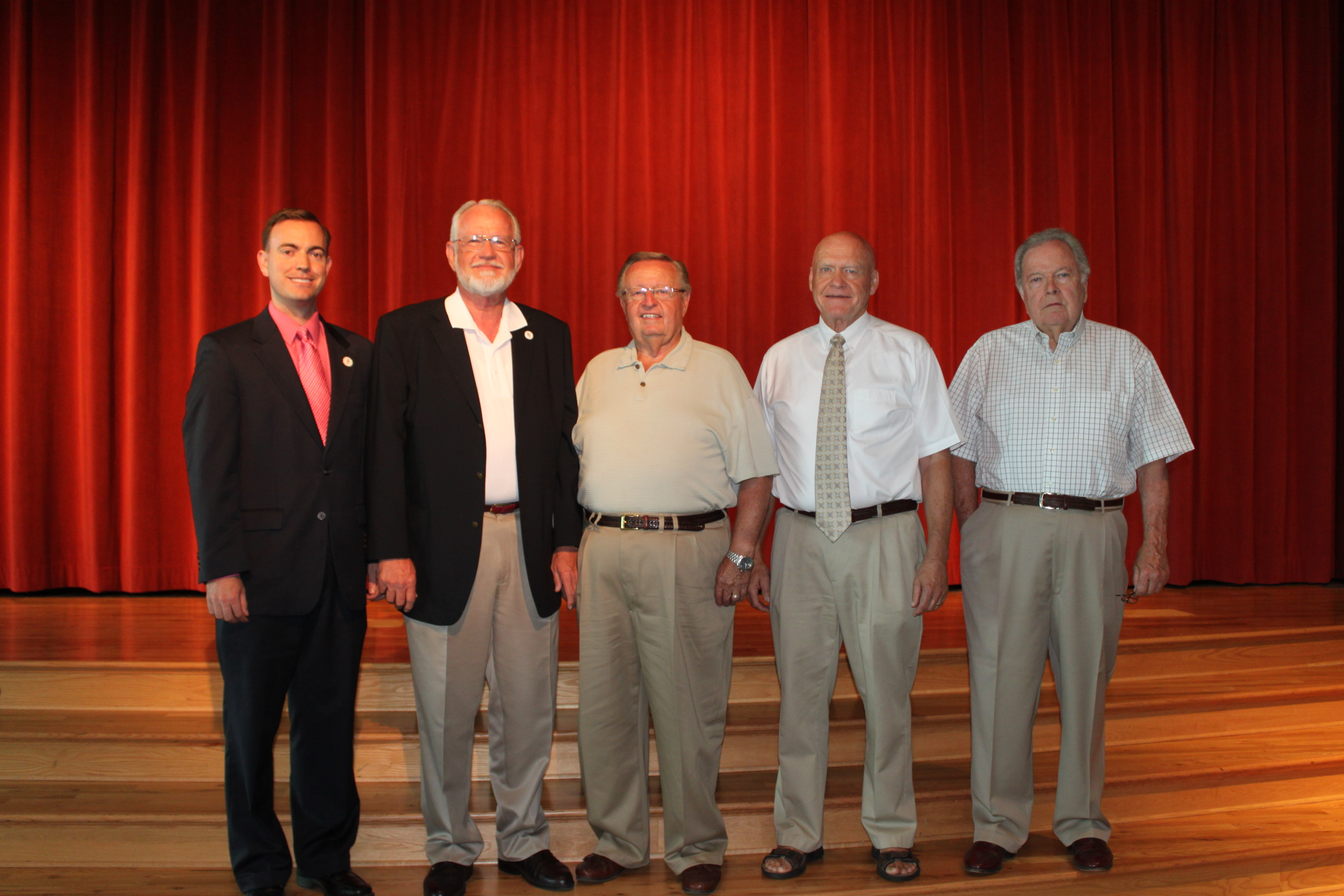
2010年7月28日、合併30周年を祝うユタ州文化の祭典に出席したウェストバレーシティの歴代市長。
左から順に、マイク・ワインダー、デニス・J・ノードフェルト、ブレント・F・アンダーソン、マイケル・エムリー、ジェラルド・K・マローニ。
ヘンリー・H・ハンク・プライスとギアルド・L・ライトは既に死亡している。

ウェストバレーシティ市長は、アメリカ合衆国ユタ州ウェストバレーシティの首長である。
| No. | 氏名                          | 就任          | 退任          |
| --- | ----------------------------- | ------------- | ------------- |
| 1   | ヘンリー・H・ハンク・プライス | 1980年7月1日  | 1982年1月4日  |
| 2   | ジェラルド・K・マローニ       | 1982年1月4日  | 1986年1月     |
| 3   | マイケル・エムリー            | 1986年1月     | 1987年5月20日 |
| 4   | ブレント・F・アンダーソン     | 1987年5月     | 1994年1月     |
| 5   | ギアルド・L・ライト           | 1994年1月     | 2002年7月25日 |
| 6   | デニス・J・ノードフェルト     | 2002年8月20日 | 2010年1月4日  |
| 7   | マイク・ワインダー            | 2010年1月4日  | 2014年1月6日  |
| 8   | ロン・C・ビゲロー             | 2014年1月6日  | 現職          |